# Серія терактів у московському метро (2010)

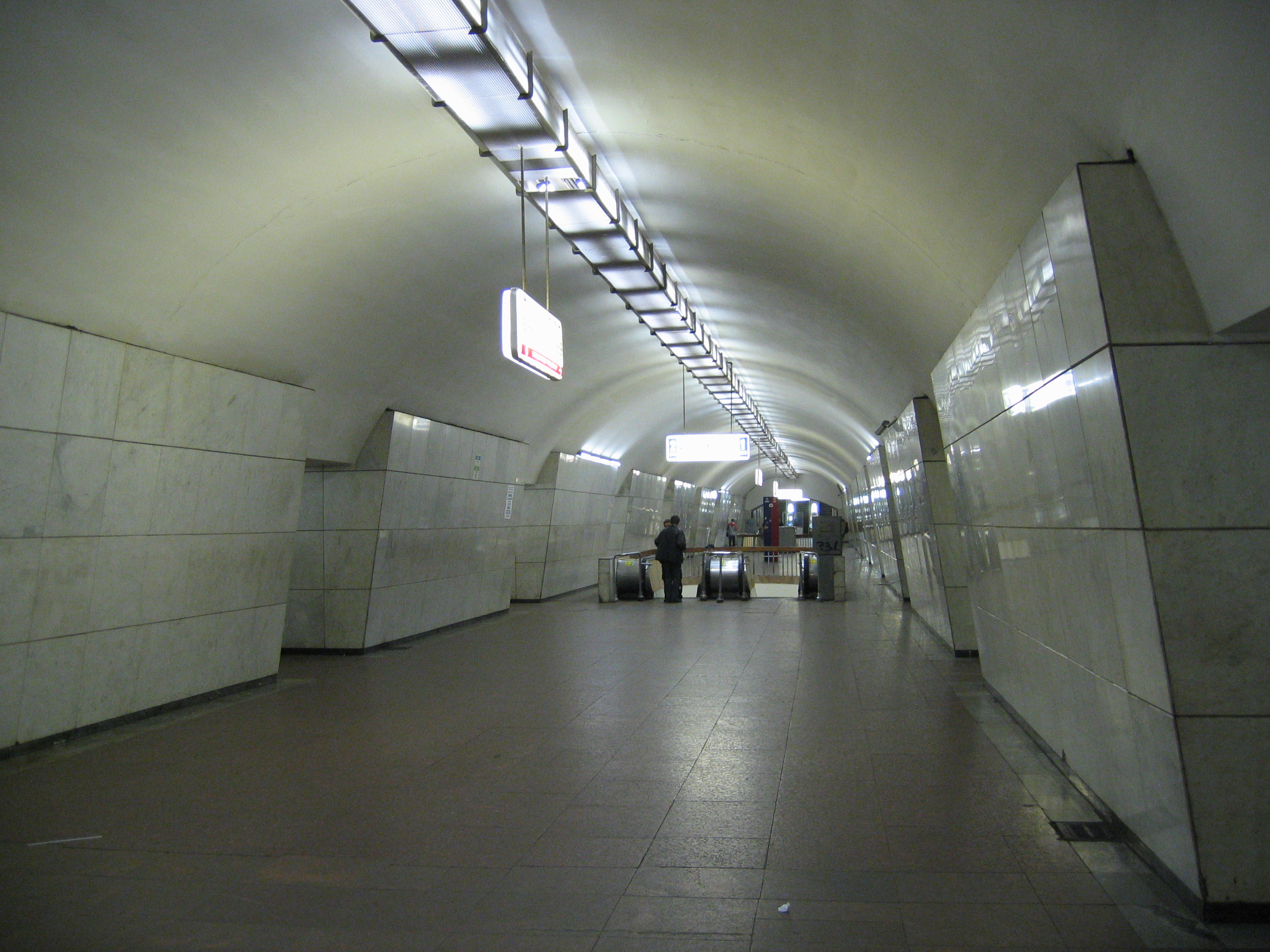
Станція метро «Луб'янка»

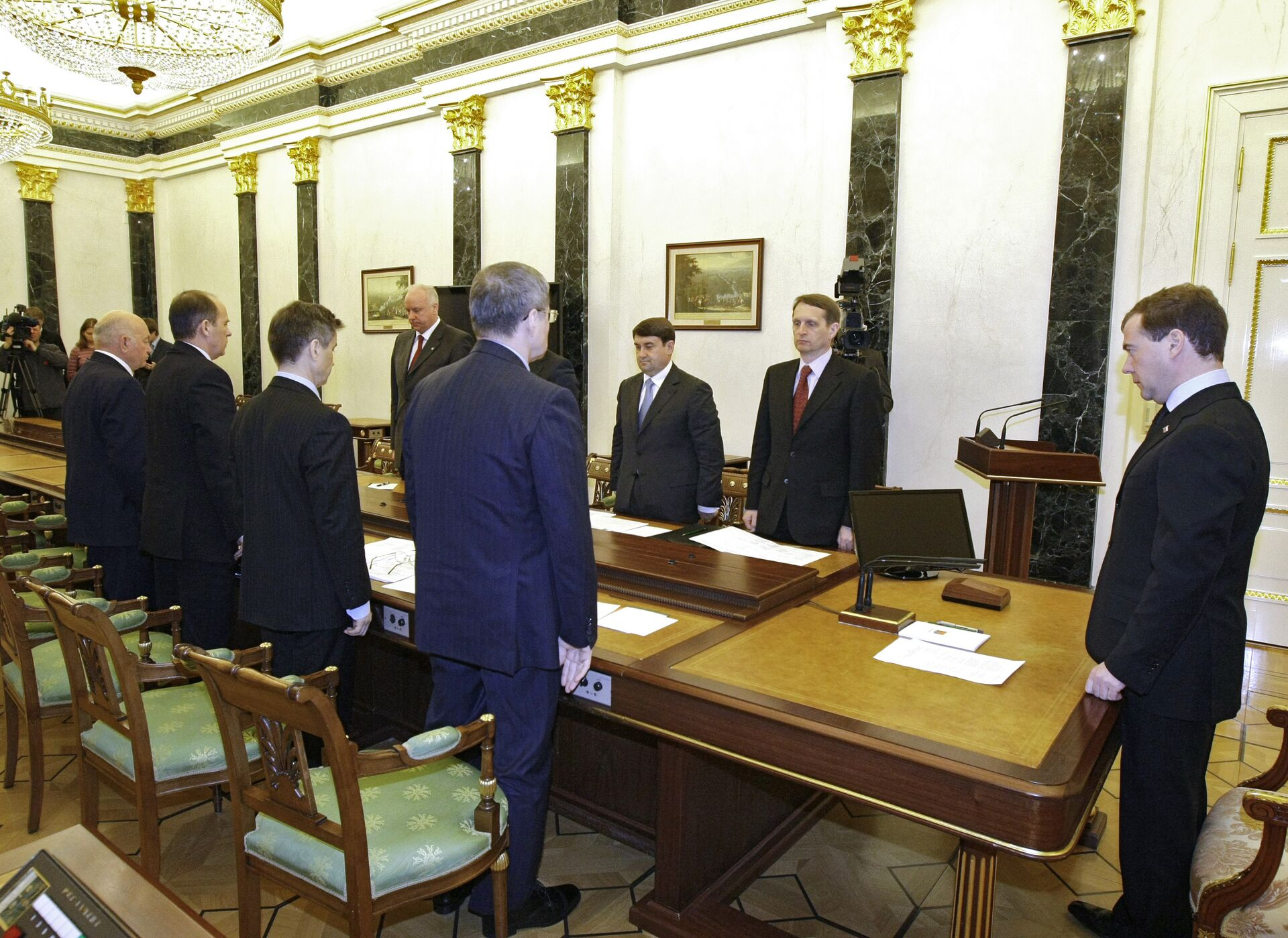
Нарада в Кремлі після трагедії

Теракти в московському метро 2010 року — серія із двох вибухів, які відбулися вранці 29 березня на станціях «Луб'янка» (7:57) і «Парк Культури» (8:36) Сокольницької лінії Московського метрополітену.

## Події
Вранці 29 березня у Москві пролунали два вибухи на станціях метро «Луб'янка» і «Парк культури». Від вибухів загинули 40 осіб. Кількість постраждалих перевищила 60 людей.
Інформація про перший вибух надійшла до МНС Росії о 7:57 ранку. Вибух пролунав у другому вагоні поїзда, який рухався зі станції «Чисті стави». В результаті вибуху 23 людини загинули, 41 поранено. Інформація про другий вибух надійшла на пульт МНС Росії о 8:36 ранку. Вибух пролунав у третьому вагоні поїзда, який йшов від станції метро «Фрунзенська». В результаті вибуху 12 осіб загинули, 32 поранено.
За попередніми даними, загинуло близько 38, а постраждали ще 68 осіб. За фактом вибухів порушено кримінальну справу за статтею 205 КК РФ (терористичний акт). Пристрої було активовано 2 смертницями, потужність кожного з вибухових пристроїв склала 3 кілограми в тротиловому еквіваленті. У той же час сайт Кавказ-центр не підтвердив повідомлень про причетність борців за незалежність Кавказу до цієї диверсії і висловив припущення, що це справа рук російських спецслужб, метою яких є ще більший контроль над Росією. Пізніше лідер північнокавказьких повстанців Доку Умаров взяв на себе відповідальність за цей інцидент.

Диверсанти використовували гексоген, на станції «Луб'янка» вибуховий пристрій був потужністю до 4 кг у тротиловому еквіваленті, на «Парку культури» — до 2 кг.
Перший дзвінок надійшов до міліції близько 17:00 29 березня. Невідома жінка повідомила, що перебуває на станції метро Партизанська, спускається вниз і збирається себе підірвати. Міліціонери перевірили повідомлення, проте нічого підозрілого на станції не виявили. Через годину на службу 02 з того ж телефону зателефонувала жінка, яка повідомила про те, що вибух готується на станції метро Щелковська. Станцію метро обстежили, проте нічого підозрілого виявлено не було.
Наступного дня, у вівторок, близько першої години ночі міліціонери затримали в будинку, що розташований на Сіреневому бульварі, мешканку Раменського району Підмосков'я, яку викрили в здійсненні завідомо неправдивих повідомлень.
У ніч на вівторок 30 березня, на сході російської столиці було затримано трьох мешканців Курганської області, у яких вилучили компоненти вибухового пристрою. Приблизно о другій годині ночі в міліцію зателефонував чоловік, який розповів про автомобіль Mitsubishi, припаркований біля будинку 42 по Муромській вулиці. Він розповів міліціонерам, що біля машини лежать дві підозрілі господарські сумки. Приїхавши на місце події співробітники міліції виявили в них по дві п'ятилітрові каністри з бензином. До каністри було прикріплено аерозольні балони. Також в сумках були картонні коробки з піротехнічними проводами і пороховою сумішшю. У салоні Mitsubishi перебували троє людей. Всіх їх затримала міліція. За фактом виявлення у них вибухових речовин було порушено кримінальну справу за статтею 222 КК РФ.
2 квітня Національний антитерористичний комітет Росії підтвердив інформацію, що однією зі смертниць (яка вчинила вибух на станції «Парк культури») була Джанет Абдурахманова (Абдуллаєва), 17-літня мешканка Дагестану, вдова вбитого 31 грудня Умалата Магомедова 13 квітня 2010 року Директор ФСБ Олександр Бортников повідомив про те, що особи виконавців та організаторів терактів у Москві остаточно встановлено, визначено коло осіб, які здійснювали пособництво, тривають оперативно-розшукові та слідчі заходи. Ці особи також відповідальні за теракти у Кізлярі. 16 квітня 2010 року співробітники міліції затримали підозрюваних у підготовці та проведенні диверсій.

## Реакція влади

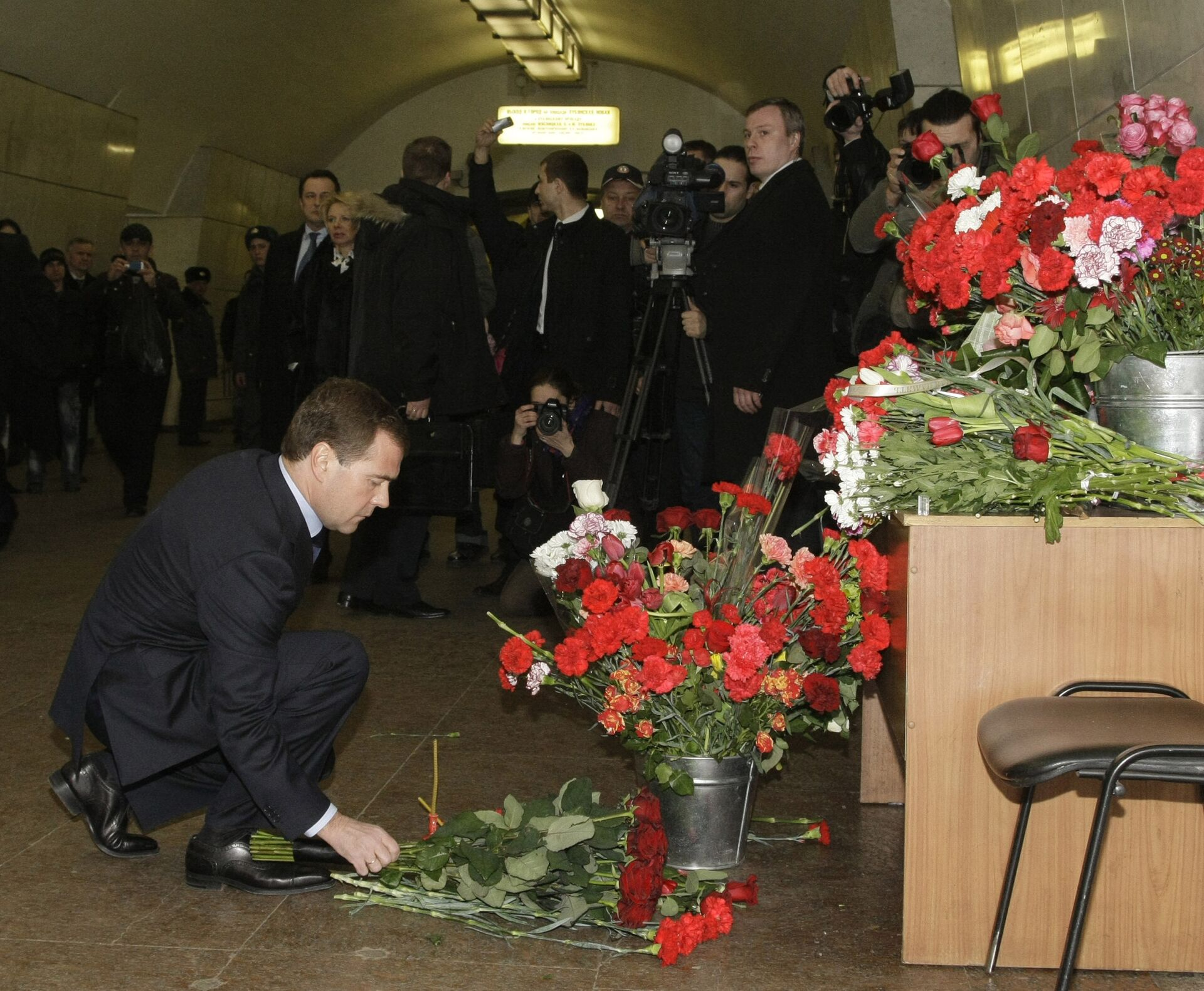
Президент РФ Дмитро Медведєв поклав квіти до місця теракту на станції метро «Луб'янка»

Московська міліція була переведена на посилений режим роботи. У місті запроваджено план «Вулкан», правоохоронні органи взяли під особливий контроль усі станції московського метро, вокзали, місця масового перебування людей. У російській столиці посилений паспортний режим. Президент Росії Дмитро Медведєв доручив керівникам правоохоронних органів посилити заходи безпеки на транспорті країни. Прем'єр-міністр Росії Путін назвав справою честі правоохоронних органів розшукати організаторів терактів.

## Попередні версії
- Прокурор Москви заявив, що вибухи у метро скоїли смертниці. За даними ЗМІ, слідчі органи вже встановили маршрут цих жінок. Крім того, оголошено у розшук двох жінок, які нібито супроводжували їх. Глава ФСБ Росії заявив, що до терактів у московському метро причетне угруповання з Північного Кавказу.[13] У той же час глава МЗС РФ Сергій Лавров не виключив, що це могло бути здійснение за підтримки з-за кордону.[16]

- За іншою версією, вибухи в Москві стали акцією відплати з боку прихильників Імарату Кавказ за ліквідацію їхнього лідера, відомого ісламського шейха, Саїда Бурятського, вбитого в ході так званої спецоперації 2 березня 2010 року. Саїд Бурятський вважався(ФСБ) відповідальним за вибух поїзда «Невський експрес»[17].

- Російський економіст Андрій Ілларіонов та так званий націоналіст Едуард Лимонов висунули версію, що теракти здійснені ФСБ, їхня мета — подальше обмеження громадянських свобод, ще більша централізація влади.[18][19]

- Російські спецслужби висунули версію про те, що однією зі смертниць могла бути Марха Устарханова, вдова Саїд-Еміна Хізриєва, вбитого в жовтні минулого року при підготовці замаху на президента Чечні Рамзана Кадирова.[20]

## Відповідальність за вибухи
Лідер північнокавказьких повстанців, Амір Доку Умаров взяв на себе відповідальність за цей інцидент. На відео, записаному 29 березня, Умаров заявив, що ця атака була «ударом у відповідь і акцією відплати за різанину, влаштовану російськими окупантами, найбідніших жителів Чечні і Інгушетії 11 лютого». Відео надав сайт ісламістів Kavkazcentr.com.

## Міжнародна реакція
Співчуття у зв'язку з цим висловили, зокрема, президенти Азербайджану, Білорусі, Вірменії, Киргизстану, Латвії, Литви, США, Узбекистану, України; генеральні секретарі НАТО та ЄС; міністерства закордонних справ і прем'єр-міністри ряду країн. Із заявами виступили патріарх РПЦ Кирил, голова Федерації єврейських общин Росії Берл Лазар і голова Ради муфтіїв РФ Равіль Гайнутдін.
Теракти засудили Рада Європи, НАТО і Євросоюз, а також президент США Барак Обама.

### Україна
- Президент України Янукович висловив співчуття російському народові у зв'язку із вибухами у московському метро.
- Серед жертв терактів у московському метро був громадянин України Віктор Гінькут 1967 р. н., який мешкав у Севастополі.[23]
- Українські мусульмани закликали росіян усіх національностей і віросповідань «зберегти витримку, спокій і не піддаватися на провокації з боку темних сил, що прагнуть увергнути вашу країну в пучину розбрату й хаосу».[24]